# CA Los Andes
CA Los Andes is een Argentijnse voetbalclub uit Lomas de Zamora. De club werd opgericht in 1917 en werd Los Andes genoemd ter nagedachtenis van de eerste ballonvaart over de Andes, die in 1916 plaatsgevonden had. Tijdens het amateurtijdperk speelde de club vier seizoenen in de hoogste klasse en tijdens het proftijdperk zes seizoenen. De laatste keer was in 2001.